# 黑白泰加巨蜥
黑白双领蜥（Tupinambis merianae or Salvator merianae），也叫黑白泰加、條紋頸帶蜥、阿根廷黑白南美蜥，是一種大型的陸棲蜥蜴。身体長（連尾巴）大約80-110厘米。有一條粗壯的尾，全身黄褐色，帶有黑間條色的皮膚，長大後顏色會變得更深色。原產在南美洲的熱帶雨林。是一種雜食性的蜥蜴，吃昆蟲、老鼠、水果、魚等等，甚至會偷鳥蛋或鱷魚蛋吃。亦被人當寵物養。

## 保育狀況
屬瀕危物種第二類。在香港，位於屯門公園的爬蟲館亦有養这種蜥蜴。

## 資料來源
1. ↑  Scott, N.; Pelegrin, N.; Montero, R.; Kacoliris, F.; Fitzgerald, L.; Carreira, S.; Cacciali, P.; Moravec, J.; Cisneros-Heredia, D.F.; Aparicio, J.; Avila-Pires, T.C.S. . The IUCN Red List of Threatened Species. 2016: e.T178340A61322552  [4 September 2020].
2. ↑  "Tupinambis merianae （页面存档备份，存于）". The Reptile Database. www.reptile-database.org.

- 《自然珍藏系列：兩生爬行類圖鑑》ISBN 957-469-519-0
- 爬蟲館（屯門公園）的告示版